# Boswellia dioscoridis
Boswellia dioscoridis là một loài thực vật có hoa trong họ Burseraceae. Loài này được Thulin mô tả khoa học đầu tiên năm 2001.